# Lust for Life (film)
Lust for Life is een Amerikaanse film uit 1956 van Vincente Minnelli met in de hoofdrollen Kirk Douglas en Anthony Quinn.
De film is gebaseerd op de gelijkname roman van Irving Stone uit 1934 en is een geromantiseerde versie van een deel van het leven (1873-1890) van Vincent van Gogh (1853-1890).
De film was een succes in de bioscopen en werd zeer gewaardeerd door de critici. Acteur Anthony Quinn kreeg een Oscar voor de Beste mannelijke bijrol voor zijn vertolking van Paul Gauguin.

## Verhaal
Nederland 1873. Vincent van Gogh is een gedreven man. Hij wil zijn liefde voor God uitdragen en probeert dat eerst, zonder succes, als lekenpriester onder mijnwerkers. De dochter van zijn huisbaas weigert met hem te trouwen en later woont hij samen met een prostituee die hem weer verlaat. De gevoeligheid en spiritualiteit van Vincent vinden uiteindelijk een expressieve uitweg in het schilderen. Zijn broer Theo, werkzaam bij een kunsthandel, ondersteunt hem. Van Gogh verhuist naar Frankrijk en herontdekt de kleur. De intensiviteit waarmee Van Gogh werkt, ondermijnt zijn gezondheid. Hij gedraagt zich steeds vreemder en lijkt meer en meer krankzinnig te worden. Hij krijgt ruzie met vrijwel iedereen en bedreigt zelfs zijn vriend Paul Gauguin met een mes. Zijn onvermogen om zijn visie tot uitdrukking te brengen op het schilderscanvas drijft hem over de rand. Steeds vaker krijgt hij toevallen en hallucinaties. Na een vrijwillig verblijf in een krankzinnigeninrichting gaat het even goed, maar dan slaat de waanzin weer toe. Van Gogh schiet zichzelf dood.

## Rolverdeling
| Acteur         | Personage        |
| -------------- | ---------------- |
| Kirk Douglas   | Vincent van Gogh |
| Anthony Quinn  | Paul Gauguin     |
| James Donald   | Theo van Gogh    |
| Everett Sloane | Dr. Cachet       |
| Jill Bernett   | Willemien        |

## Productie
De bestseller Lust for Life (1934) van Irving Stone vormde de basis van het scenario van Norman Corwin. Net als Stone baseerde ook Corwin delen van zijn tekst op de dagboeken en correspondentie van Vincent van Gogh. De voice-over-tekst is zelfs letterlijk overgenomen van de dagboeken. Het is tekenend voor de liefde voor details van de filmmakers. Soms ging die liefde wel heel erg ver, zoals het verzoek van regisseur Minnelli om delen van een korenveld geler te laten spuiten om het zo meer te laten lijken op het schilderij met een korenveld van Van Gogh. Ter voorbereiding van de film werd talloze foto's gemaakt van werken van Van Gogh in musea en particuliere verzamelingen. De beste foto's werden uitvergroot en deden dienst als voltooid schilderij. Een Amerikaanse artiest/kunstgeschiedenisdocent Robert Parker produceerde een aantal kopieën van het werk van de schilder. Parker gaf ook instructies aan Douglas over het schilderen. De acteur oefende op het schilderen van kraaien, om enigszins levensecht over te komen. Douglas maakte ook veel werk van zijn uiterlijk. Hij liet zijn haar knippen in de stijl van Vincent en zijn baard staan. Vervolgens werd alles zorgvuldig geverfd in de juiste rode kleur. In de documentaire Darkness Into Light over de opnames van Lust for Life vertelt een oude vrouw, die Van Gogh als jong meisje gekend had, dat Douglas sprekend op de schilder leek. De documentaire laat ook zien dat de gebruikte locaties, de echte plaatsen zijn waar Van Gogh verbleef. Er werd gefilmd in de periode augustus - december 1955 in Den Haag, Nuenen, Brabant, de Borinage in België, Bouches-du-Rhône en Arles in Frankrijk.

## Ontvangst
De film was een succes in de bioscopen en werd door de critici geprezen. Bosley Crowther van de New York Times was zeer te spreken over de acteursprestaties, de opbouw van de film en de kleuren. Variety Magazine vond de film een lust voor een oog, waarbij de actie uit de dialoog komt.

## Prijzen
Lust for Life kreeg vier Oscarnominaties voor Beste acteur (Kirk Douglas), Beste mannelijke bijrol (Anthony Quinn), Beste scenario, en Beste decors. Alleen de nominatie van Anthony Quinn werd gehonoreerd met een Oscar. Kirk Douglas kreeg wel een Golden Globe als Beste drama-acteur voor zijn rol als Van Gogh. Daarnaast waren er Golden Globe-nominaties voor Beste film, Beste regisseur en Beste mannelijke bijrol.